# Dolo, Côtes-d'Armor

Dolo este o comună în departamentul  Côtes-d'Armor, Franța. În 1 ianuarie 2018 avea o populație de 700 de locuitori.